# 카지와라 잇키
가지와라 잇키(梶原一騎, 1936년 9월 4일~1987년 1월 21일)는 일본의 만화 작가이자 소설가, 영화 프로듀서이다. 본명은 다카모리 아사키(高森朝樹)이며, 다카모리 아사오(高森朝雄)란 필명으로도 활동했다. 격투기나 스포츠를 소재로 남자들간의 싸움을 호쾌하고 섬세하게 그려낸 화제작을 잇달아 발표했다.
1966년부터 《주간 소년 매거진》에 연재된 《거인의 별》의 작가로 이름을 알렸으며, 이후 《허리케인 죠》, 《타이거 마스크》 등 많은 만화의 작가로 활동했다. 타이완의 연예인 바이빙빙(백빙빙) 사이에서 딸 바이샤오옌이 있었으나, 카지와라 잇키의 사후인 1997년 납치되어 살해당했다.

## 주요 작품
- 《무한의 파이터》
- 《타이거 마스크》
- 《타이거 마스크 2세》
- 《거인의 별》
- 《아이토 마코토》
- 《사무라이 자이언츠》
- 《허리케인 죠》
- 《남자의 조건》